# Gustav Dittmar
Gustav Georg August Dittmar (* 8. März 1836 in Lampertheim; † 5. August 1919 in Darmstadt) war ein deutscher Förster und Politiker.

## Leben
Dittmar war der erstgeborene Sohn des Pfarrvikars Carl Friedrich Dittmar und dessen Ehefrau Katharina Louise geborene Braumann und entstammte dem Lampertheimer Zweig der hessischen Pfarrer- und Beamtenfamilie Dittmar.  Sein Studium der Forstwissenschaften absolvierte er in Gießen. Während seines Studiums wurde er 1854 Mitglied der Burschenschaft Germania Gießen. Nach seinem Studium wurde er Oberförster in Livland, Schloss Karkus. 1866 heiratete er in Frankfurt am Main Emilie geborene Schiele. 1866 wurde er Forstakzessist in Lampertheim, 1869 Oberförster in Butzbach und 1884 Forstmeister in Romrod. 1897 wurde er Oberforstrat im Darmstädter Finanzministerium, Abteilung Forst- und Kameralverwaltung. 1898 wurde er zum Geheimen Oberforstrat befördert und war dann bis 1903 Vortragender Rat im Finanzministerium.
1876 bis 1884 war er für die Hessische Fortschrittspartei Abgeordneter der Zweiten Kammer der Landstände des Großherzogtums Hessen, Wahlbezirk Butzbach.
Er war der ältere Bruder von Emil Dittmar. Weiterhin ist er mit der Frauenrechtlerin und Philosophin des Vormärz Louise Dittmar verwandt gewesen.

## Ehrungen
- 1892: Hessischer Verdienstorden Philipps des Großmütigen, Ritterkreuz I. Klasse
- 1903: Hessischer Verdienstorden Philipps des Großmütigen, Komturkreuz II. Klasse